# História da Anatólia
A história da Anatólia abrange os acontecimentos históricos ocorridos na região conhecida também pelo nome latino de Ásia Menor, e considerada a extensão mais ocidental da Ásia Ocidental. Geograficamente, a área compreende a maior parte da Turquia moderna, do mar Egeu às montanhas da fronteira com a Armênia, a leste, e o mar Negro e as montanhas Tauro, no eixo norte-sul.
As primeiras representações de cultura na Anatólia podem ser encontradas em diversos sítios arqueológicos nas partes central e oriental da região. Embora as origens de alguns dos primeiros povos ainda estejam envoltas em mistério, os restos das culturas hatiana, acádia, assíria e hitita nos legaram diversos exemplos das vidas cotidianas de seus cidadãos e de seu comércio. Depois da queda dos hititas, os novos reinos da Frígia e da Lídia foram potências na costa oeste do território, à medida que a civilização grega começou a florescer. Apenas a ameaça de um Império Aquemênida relativamente distante impediu que estas civilizações alcançassem um grau mais elevado de sucesso.
À medida que o Império Aquemênida cresceu, o seu sistema de controle local na Anatólia permitiu às cidades portuárias que crescessem e se tornassem muito ricas. Seus governadores se revoltavam de tempos em tempos, sem oferecer, no entanto, uma ameaça séria ao resto do império. Foi Alexandre, o Grande, quem conseguiu finalmente arrebatar o domínio da região das mãos dos persas, ao longo de sucessivas batalhas, derrotando seu equivalente persa, Dario III. Após a sua morte, suas conquistas na região foram divididas entre seus generais de confiança, e sobreviveram - embora sob o medo constante de uma invasão gaulesa, ou dos poderosos monarcas de Pérgamo, Ponto e Egito. O Império Selêucida, o maior destes herdeiros do império de Alexandre, eventualmente foi vencido economicamente pelos interesses romanos na Anatólia, e conquistado gradualmente. 
O controle romano da Anatólia se fortaleceu com uma política de distanciamento de Roma, que permitia às autoridades locais que governassem efetivamente a região, e se resumia a fornecer proteção militar. Durante o reino de Constantino, um novo império oriental foi estabelecido em Constantinopla, que após o fim do Império Romano passou a ser conhecido como Império Bizantino. Inicialmente foi bem-sucedido, graças à sua vasta riqueza e soberanos judicioso, porém logo passou a sofrer com a negligência e a competição de um império concorrente, surgido a partir do avanço dos mongóis ocorrido anos antes - os turcos. Exércitos seljúcidas e do Ilcanato logo diminuíram boa parte do escopo de influência dos bizantinos, e conquistou seus centros comerciais. Após uma sucessão de dinastias, o mais poderoso dos impérios turcos, o Otomano, finalmente deu o golpe de misericórdia ao Império Bizantino em 1453, quando o sultão otomano Maomé II, o Conquistador conquistou Constantinopla.
Na Anatólia, o Império Otomano permitiu que outras religiões se mantivessem, e passou a capitalizar em cima de seu sucesso através da expansão territorial, levando suas fronteiras do Norte da África até os confins da Europa, além da Trácia. Guerras contra os russos e outros povos revoltosos impediram que os otomanos pudessem se aproveitar de sua posição poderosa, e acabaram por entrar em decadência, depois de lideranças pouco eficientes. Até mesmo o corpo de elite de seu exército, os janízaros - altamente treinados - acabou por debandar após uma tentativa de revolta. Reformas iniciadas para melhorar a economia fracassaram, à medida que os impostos e taxas espantavam o comércio lucrativo, e o desespero fez com que o império fosse arrastado para a Primeira Guerra Mundial ao lado da Alemanha e Áustria. Após sua derrota na guerra, o Império Otomano teve seu território retalhado e dividido entre as potências vitoriosas, cabendo-lhe apenas a Anatólia; as metas gregas na região (que foi habitada por gregos desde a Antiguidade), no entanto, provocaram novas tensões, que eventualmente transformaram-se em conflitos armados. Foi a partir desta nova guerra que Mustafa Kemal Paxá, conhecido como Atatürk ("Pai dos Turcos"), conseguiu transformar a Anatólia na nova República da Turquia, derrotando os gregos e abolindo de vez o governo otomano, em 1922. Desde então a Turquia se transformou num Estado moderno, e a Anatólia vem gozando de um período relativamente pacífico.